# モハメド・アリ・ベン・ロムダン
モハメド・アリ・ベン・ロムダン（アラビア語: محمد علي بن رمضان, ラテン語: Mohamed Ali Ben Romdhane, 1999年9月6日 - ）は、チュニジア・チュニス出身のサッカー選手。ネムゼティ・バイノクシャーグI・フェレンツヴァーロシュ所属。チュニジア代表。ポジションはミッドフィールダー。

## 経歴

### クラブ
チュニジアのチュニスで生まれ育ち、地元クラブのエスペランス・チュニスのユースでキャリアをスタートし、19歳でトップチームに期限付き移籍した。
2018年4月8日、ESメトラウイ戦で初出場した。チームは1-0で勝利し、最終的にその年のリーグタイトルを獲得した。

### 代表
2019年11月20日、2020アフリカネイションズカップ予選のリビア戦で91分にアニス・バドリと交代で出場し、チュニジア代表デビューを果たした。
2022年6月14日、キリンカップサッカー2022決勝の日本戦で代表初ゴールを挙げた。

## 代表歴

### 出場大会
- チュニジア代表
  - 2022 FIFAワールドカップ

### 試合数
- 国際Aマッチ 31試合 1得点（2019年-）[2]

| チュニジア代表 | 国際Aマッチ | 国際Aマッチ |
| 年             | 出場        | 得点        |
| -------------- | ----------- | ----------- |
| 2019           | 3           | 0           |
| 2020           | 0           | 0           |
| 2021           | 12          | 0           |
| 2022           | 8           | 1           |
| 2023           | 8           | 0           |
| 2024           |             |             |
| 通算           | 31          | 1           |

### 得点
| No. | 日付          | 会場                                   | 対戦国 | スコア | 結果 | 試合概要                 |
| --- | ------------- | -------------------------------------- | ------ | ------ | ---- | ------------------------ |
| 1.  | 2022年6月14日 | パナソニックスタジアム吹田, 吹田, 日本 | 日本   | 1–0    | 3–0  | キリンカップサッカー2022 |

## タイトル
ESチュニス
- チュニジア・リーグ： 2018, 2019, 2020, 2021, 2022
- CAFチャンピオンズリーグ： 2018, 2019
- チュニジア・スーパーカップ： 2019, 2020, 2019-20, 2020-21